# Gauthier Grumier
Gauthier Grumier (Nevers, 29 maggio 1984) è uno schermidore francese, formatosi al circolo di scherma di Nevers e attualmente in forza al club di Levallois. Vanta quattro titoli mondiali a squadre nella spada e tre titoli europei (due a squadre ed uno individuale), oltre alla Coppa del Mondo di spada 2009.

## Palmarès
- Giochi olimpici

Rio de Janeiro 2016: oro nella spada a squadre e bronzo nella spada individuale.
- Mondiali

Torino 2006: oro nella spada a squadre.
Antalia 2009: oro nella spada a squadre.
Parigi 2010: oro nella spada a squadre ed argento nella spada individuale.
Catania 2011: oro nella spada a squadre.
Kiev 2012: argento nella spada a squadre.
Kazan' 2014: oro nella spada a squadre e bronzo nella spada individuale.
Mosca 2015: argento nella spada individuale.
- Europei

Bourges 2003: oro nella spada a squadre.
Plovdiv 2009: bronzo nella spada individuale.
Sheffield 2011: oro nella spada a squadre.
Montreux 2015: oro nella spada a squadre e nella spada individuale.
Toruń 2016: oro nella spada a squadre.
- Giochi del Mediterraneo

Almeria 2005: oro nella spada individuale.
Pescara 2009: oro nella spada individuale.
- Coppa del mondo di scherma

2009: vincitore della coppa del mondo di spada.